# P.J. Grigg
P.J. Grigg, właśc. Percy James Grigg KCB (ur. 16 grudnia 1890 w Exmouth, zm. 5 maja 1964) — brytyjski urzędnik służby cywilnej i polityk, członek Partii Konserwatywnej, minister w rządach Winstona Churchilla.
Był synem stolarza. Wykształcenie odebrał w Bournemouth School oraz w St John’s College na Uniwersytecie Cambridge, gdzie studiował matematykę. W 1913 r. zdał egzaminy do służby cywilnej i rozpoczął pracę w Ministerstwie Skarbu. Podczas I wojny światowej służbył w Royal Garrison Artillery. Po wojnie powrócił do pracy na poprzednim stanowisku. W 1930 r. został przewodniczącym Rady Ceł i Akcyzy oraz przewodniczącym Rady Podatków. W 1932 r. został kawalerem Orderu Łaźni, a w 1934 r. Orderu Gwiazdy Indii.
W 1939 r. Grigg został stałym podsekretarzem stanu w Ministerstwie Wojny. W 1942 r. dość niespodziewanie Churchill postawił Grigga na czele tego ministerstwa. Wkrótce został wybrany do Izby Gmin w wyborach uzupełniających w okręgu Cardiff East. Na stanowisku ministra pozostał do 1945 r. W tym samym roku przegrał wybory parlamentarne i wycofał się z życia publicznego.
Grigg został w późniejszych latach dyrektorem wielu firm, m.in. Imperial Tobacco Company, Prudential Assurance Company, National Provincial Bank czy też Distillers Company Limited. Zmarł w 1964 r.